# Giussago
Giussago (lombardul: Giüssà) település Olaszországban, Lombardia régióban, Pavia megyében. Lakosainak száma 5295 fő (2023. január 1.). Giussago Bornasco, Rognano, San Genesio ed Uniti, Vellezzo Bellini, Zeccone, Certosa di Pavia, Siziano, Borgarello, Casarile és Lacchiarella községekkel határos.

## Népesség
A település lakossága az elmúlt években az alábbi módon változott:
| Lakosok száma | 5188 | 5186 | 5295 |
|               | 2017 | 2018 | 2023 |